# Idunella sketi
Idunella sketi é uma espécie de crustáceo da família Liljeborgiidae.
É endémica das Bermudas.